# 芒洲
芒洲（英語：Mong Chau），是香港昔日的一個島嶼，位於新界葵涌東南對出一帶，地區行政上屬於葵青區。島嶼在1960年代末期醉酒灣進行填海工程時，被填海夷平，與葵涌南部連接。現時該處為葵涌貨櫃碼頭第二號碼頭。